# Чемпионат СССР по вольной борьбе 1951
7-й чемпионат СССР по вольной борьбе проходил в Тбилиси с 6 июня по 11 июня 1951 года. В соревнованиях участвовало 127 человек, представляющих 8 союзных республик. Соревнования вызвали большой интерес, их посетили около 15 тысяч зрителей.

## Медалисты
| Весовая категория | Золото                                    | Серебро                                  | Бронза                                |
| ----------------- | ----------------------------------------- | ---------------------------------------- | ------------------------------------- |
| Наилегчайший вес  | Муса Бабаев «Искра» (Баку)                | Леонид Фиргер «Динамо» (Ленинград)       | Арташес Карапетян «Динамо» (Ереван)   |
| Легчайший вес     | Артём Терян «Динамо» (Кировабад)          | Арташ Ишханян «Спартак» (Баку)           | Борис Меос «Спартак» (Таллин)         |
| Полулёгкий вес    | Ибрагимпаша Дадашев «Динамо» (Баку)       | Николай Музашвили «Динамо» (Тбилиси)     | Юрий Денников «Динамо» (Москва)       |
| Лёгкий вес        | Арменак Ялтырян «Динамо» (Киев)           | Василий Илуридзе «Искра» (Тбилиси)       | Вахтанг Балавадзе «Наука» (Тбилиси)   |
| Полусредний вес   | Эстате Каркусашвили «Динамо» (Тбилиси)    | А. Букин Советская Армия (Ленинград)     | Василий Рыбалко «Динамо» (Киев)       |
| Средний вес       | Давид Цимакуридзе «Искра» (Тбилиси)       | Шота Даушвили «Динамо» (Тбилиси)         | Георгий Ростиашвили «Наука» (Тбилиси) |
| Полутяжёлый вес   | Аугуст Энглас Советская Армия (Ленинград) | Варгашак Мачкалян «Динамо» (Тбилиси)     | Бато Тедеев «Наука» (Тбилиси)         |
| Тяжёлый вес       | Арсен Мекокишвили «Динамо» (Москва)       | Александр Мазур Советская Армия (Москва) | Шота Мдинарадзе «Искра» (Тбилиси)     |